# Sibiřanka
Sibiřanka (Sibiraea) je rod rostlin patřící do čeledi růžovité (Rosaceae).

## Vybrané druhy
- Sibiraea altaiensis
- Sibiraea angustata
- Sibiraea croatica
- Sibiraea glaberrima
- Sibiraea laevigata
- Sibiraea tianschanica
- Sibiraea tomentosa

## Použití
Některé druhy lze použít jako okrasné rostliny. Nároky a pěstování je podobné jako u tavolníku.